# Середній Шаранай
Середній Шарана́й (рос. Средний Шаранай) — село у складі Олов'яннинського району Забайкальського краю, Росія. Входить до складу Єдиненського сільського поселення.

## Населення
Населення — 1 особа (2010; 4 у 2002).
Національний склад (станом на 2002 рік):
- росіяни — 100 %